# Фабиш, Эрнст
Эрнст Фабиш (нем. Ernst Fabisch, родился 12 ноября 1910 года в Бреслау, убит в 1943 году в концентрационном лагере Освенцим) — немецкий коммунист и борец против национал-социализма.

## Биография

### Ранние годы
В юности Фабиш был членом молодёжного объединения «Немецко-еврейский альянс». Однако в 1930 году в Бреслау он вступил в Коммунистическую молодежную оппозицию (KJO), молодежное крыло движения Коммунистическая партия - оппозиция (KПО). Фабиш отправился в Берлин и начал работать в компании Siemens, это позволило ему проводить изучение гражданского общества в процессе обучения в техническом университете.

### Эпоха нацизма
После прихода к власти в Германии национал-социалистов, Фабиш принял участие в борьбе против нацистского режима в качестве одного из ведущих функционеров КПО. Фабиш избежал первой большой волны арестов и смог бежать в Чехословакию, но через некоторое время тайно вернулся в Германию. С лета 1933 года он — вместе с Вальтером Блассом, Вальтером Ульбрихом и Герхардом Хиллебрандом —  представлял новое руководство Вроцлавской группы КПО, работавшей в подполье. Преследуемый гестапо, Фабиш снова бежал в Чехословакию в 1934 году, а затем перебрался в Советский Союз. С конца 1934 года он работал инженером на строительстве промышленных предприятий в Сталинске, а затем трудился конструктором на заводе «Искра» в Московской области.

### Арест, депортация, казнь
Из-за своего членства в КПО он был арестован в апреле 1937 года органами НКВД. Фабиш был заключён в Москве в тюрьму на шесть месяцев по сфальсифицированным обвинениям за «контрреволюционную деятельность» и «участие в вооружённой группе». В январе 1938 года советские власти депортировали его в германский рейх. После пересечения границы Фабиш был арестован гестапо. После судебных процессов он был приговорён к длительному тюремному заключению, а затем отправлен в концлагерь. В 1943 году, несмотря на тяжёлую форму туберкулеза, Фабиш был доставлен в концлагерь Освенцим, где через несколько недель после прибытия его убили.